# Landtagswahl in Baden-Württemberg 1988
- SPD: 42
- Grüne: 10
- FDP/DVP: 7
- CDU: 66

Die Landtagswahl in Baden-Württemberg 1988 fand am 20. März statt. Alle vier im Landtag vertretenen Parteien mussten Stimmenverluste hinnehmen, konnten jedoch alle ihre relative Position verteidigen. Die CDU verlor zwar die absolute Mehrheit der Wählerstimmen, behielt jedoch die absolute Mehrheit der Mandate. Gewinnen konnten die sonstigen Parteien, von denen jedoch keine den Einzug ins Parlament schaffte.

## Ausgangslage
Bei der Landtagswahl 1984 hatte die alleinregierende CDU unter Führung des Ministerpräsidenten Lothar Späth die absolute Mehrheit der Wählerstimmen und der Mandate verteidigt. Spitzenkandidat der SPD war der Bundestagsabgeordnete Dieter Spöri.

## Ergebnis
| Partei                 | Stimmen   | Anteil           | Sitze | Kreis- wahl- vor- schläge | Direkt- Mandate | Sitze 1984 |
| CDU                    | 2.392.626 | 49,05 %          | 66    | 70                        | 66              | 68         |
| SPD                    | 1.562.678 | 32,05 %          | 42    | 70                        | 4               | 41         |
| Grüne                  | 383.099   | 7,85 %           | 10    | 70                        |                 | 9          |
| FDP/DVP                | 285.932   | 5,86 %           | 7     | 70                        |                 | 8          |
| NPD                    | 101.889   | 2,09 %           |       | 70                        |                 |            |
| ÖDP                    | 69.823    | 1,43 %           |       | 70                        |                 |            |
| REP                    | 46.904    | 0,96 %           |       | 50                        |                 |            |
| DKP                    | 11.406    | 0,23 %           |       | 70                        |                 |            |
| Liga                   | 6.651     | 0,14 %           |       | 11                        |                 |            |
| Patrioten              | 4.757     | 0,10 %           |       | 34                        |                 |            |
| Z                      | 1.185     | 0,02 %           |       | 3                         |                 |            |
| FAP                    | 54        | 0,00 %           |       | 1                         |                 |            |
| Einzelbewerber         | 11.058    | 0,23 %           |       | 8                         |                 |            |
| gültige Stimmen        | 4.878.062 | 100,00 % 98,87 % | 125   | 597                       | 70              | 126        |
| ungültige Stimmen      | 55.784    | 1,13 %           |       |                           |                 |            |
| Wähler Wahlbeteiligung | 4.933.846 | 100,00 % 71,79 % |       |                           |                 |            |
| Wahlberechtigte        | 6.872.330 |                  |       |                           |                 |            |

|                                 | Regierungsbezirk Stuttgart | Regierungsbezirk Stuttgart | Regierungsbezirk Stuttgart | Regierungsbezirk Stuttgart | Regierungsbezirk Stuttgart | Regierungsbezirk Karlsruhe                    | Regierungsbezirk Karlsruhe                    | Regierungsbezirk Karlsruhe                    | Regierungsbezirk Karlsruhe                    | Regierungsbezirk Karlsruhe                    | Regierungsbezirk Freiburg | Regierungsbezirk Freiburg | Regierungsbezirk Freiburg | Regierungsbezirk Freiburg | Regierungsbezirk Freiburg | Regierungsbezirk Tübingen | Regierungsbezirk Tübingen | Regierungsbezirk Tübingen | Regierungsbezirk Tübingen | Regierungsbezirk Tübingen |
| Anzahl/ Stimmen                 | %                          | Kreis- wahl- vor- schläge  | Direkt- man- date          | Sitze                      | Anzahl/ Stimmen            | %                                             | Kreis- wahl- vor- schläge                     | Direkt- man- date                             | Sitze                                         | Anzahl/ Stimmen                               | %                         | Kreis- wahl- vor- schläge | Direkt- man- date         | Sitze                     | Anzahl/ Stimmen           | %                         | Kreis- wahl- vor- schläge | Direkt- man- date         | Sitze                     |                           |
| ------------------------------- | -------------------------- | -------------------------- | -------------------------- | -------------------------- | -------------------------- | --------------------------------------------- | --------------------------------------------- | --------------------------------------------- | --------------------------------------------- | --------------------------------------------- | ------------------------- | ------------------------- | ------------------------- | ------------------------- | ------------------------- | ------------------------- | ------------------------- | ------------------------- | ------------------------- | ------------------------- |
| Wahlberechtigte                 | 2.539.480                  |                            |                            |                            |                            | 1.799.331                                     |                                               |                                               |                                               |                                               | 1.408.549                 |                           |                           |                           |                           | 1.124.970                 |                           |                           |                           |                           |
| Wähler                          | 1.881.135                  | 74,1                       |                            |                            |                            | 1.268.521                                     | 70,5                                          |                                               |                                               |                                               | 974.960                   | 69,2                      |                           |                           |                           | 809.230                   | 71,9                      |                           |                           |                           |
| Gültige Stimmen                 | 1.863.665                  | 99,1                       |                            |                            |                            | 1.251.704                                     | 98,7                                          |                                               |                                               |                                               | 962.616                   | 98,7                      |                           |                           |                           | 800.077                   | 98,9                      |                           |                           |                           |
|                                 |                            |                            |                            |                            |                            |                                               |                                               |                                               |                                               |                                               |                           |                           |                           |                           |                           |                           |                           |                           |                           |                           |
| CDU                             | 876.264                    | 47,0                       | 26                         | 25                         | 25                         | 609.172                                       | 48,7                                          | 19                                            | 17                                            | 17                                            | 477.651                   | 49,6                      | 14                        | 13                        | 13                        | 429.539                   | 53,7                      | 11                        | 11                        | 11                        |
| SPD                             | 618.645                    | 33,2                       | 26                         | 1                          | 17                         | 432.415                                       | 34,5                                          | 19                                            | 2                                             | 12                                            | 300.453                   | 31,2                      | 14                        | 1                         | 8                         | 211.165                   | 26,4                      | 11                        |                           | 5                         |
| Grüne                           | 146.233                    | 7,8                        | 26                         |                            | 4                          | 95.399                                        | 7,6                                           | 19                                            |                                               | 3                                             | 79.211                    | 8,2                       | 14                        |                           | 2                         | 62.256                    | 7,8                       | 11                        |                           | 1                         |
| FDP/DVP                         | 122.511                    | 6,6                        | 26                         |                            | 3                          | 62.875                                        | 5,0                                           | 19                                            |                                               | 2                                             | 57.575                    | 6,0                       | 14                        |                           | 1                         | 42.971                    | 5,4                       | 11                        |                           | 1                         |
| NPD                             | 39.130                     | 2,1                        | 26                         |                            |                            | 24.688                                        | 2,0                                           | 19                                            |                                               |                                               | 21.917                    | 2,3                       | 14                        |                           |                           | 16.154                    | 2,0                       | 11                        |                           |                           |
| ÖDP                             | 18.753                     | 1,0                        | 26                         |                            |                            | 13.709                                        | 1,1                                           | 19                                            |                                               |                                               | 19.285                    | 2,0                       | 14                        |                           |                           | 18.076                    | 2,3                       | 11                        |                           |                           |
| REP                             | 25.233                     | 1,4                        | 23                         |                            |                            | 6.643                                         | 0,5                                           | 10                                            |                                               |                                               | 3.241                     | 0,3                       | 6                         |                           |                           | 11.787                    | 1,5                       | 11                        |                           |                           |
| DKP                             | 3.967                      | 0,2                        | 26                         |                            |                            | 3.593                                         | 0,3                                           | 19                                            |                                               |                                               | 2.272                     | 0,2                       | 14                        |                           |                           | 1.574                     | 0,2                       | 11                        |                           |                           |
| Liga                            | 448                        | 0,0                        | 1                          |                            |                            | 942                                           | 0,1                                           | 4                                             |                                               |                                               | 211                       | 0,0                       | 1                         |                           |                           | 5.050                     | 0,6                       | 5                         |                           |                           |
| Patrioten                       | 1.884                      | 0,1                        | 13                         |                            |                            | 1.497                                         | 0,1                                           | 12                                            |                                               |                                               | 587                       | 0,1                       | 4                         |                           |                           | 789                       | 0,1                       | 5                         |                           |                           |
| Zentrum                         |                            |                            | —                          |                            |                            | 469                                           | 0,0                                           | 1                                             |                                               |                                               |                           |                           | —                         |                           |                           | 716                       | 0,1                       | 2                         |                           |                           |
| FAP                             | 54                         | 0,0                        | 1                          |                            |                            |                                               |                                               | —                                             |                                               |                                               |                           |                           | —                         |                           |                           |                           |                           | —                         |                           |                           |
| Einzelbewerber                  | 10.543                     | 0,6                        | 5                          |                            |                            | 302                                           | 0,0                                           | 1                                             |                                               |                                               | 213                       | 0,0                       | 2                         |                           |                           |                           |                           | —                         |                           |                           |
| Überhang- und Ausgleichsmandate | CDU: 2 Überhangmandate     | CDU: 2 Überhangmandate     | CDU: 2 Überhangmandate     | CDU: 2 Überhangmandate     | CDU: 2 Überhangmandate     | CDU: 1 Überhangmandat SPD: 1 Ausgleichsmandat | CDU: 1 Überhangmandat SPD: 1 Ausgleichsmandat | CDU: 1 Überhangmandat SPD: 1 Ausgleichsmandat | CDU: 1 Überhangmandat SPD: 1 Ausgleichsmandat | CDU: 1 Überhangmandat SPD: 1 Ausgleichsmandat | CDU: 1 Überhangmandat     | CDU: 1 Überhangmandat     | CDU: 1 Überhangmandat     | CDU: 1 Überhangmandat     | CDU: 1 Überhangmandat     |                           |                           |                           |                           |                           |

Keine der im Landtag vertretenen Parteien konnte ihren Stimmenanteil steigern. Die CDU gewann zum fünften Mal in Folge die absolute Mandatsmehrheit. Die Wahl war die letzte Landtagswahl in Baden-Württemberg mit einer absoluten Mehrheit.